# حوزه انتخابیه کنگره‌ای کلی ناحیه کلمبیا
حوزه انتخابیه کنگره‌ای کلی ناحیه کلمبیا (انگلیسی: District of Columbia's at-large congressional district) از حوزه‌های انتخابیهٔ کنگره ایالات متحده است که تمام آن در واشینگتن، دی.سی. قرار دارد. بر اساس قانون اساسی ایالات متحده آمریکا، تنها ایالات در کنگره ایالات متحده آمریکا نماینده دارند. ناحیه کلمبیا از ایالت‌های آمریکا نیست و زین رو از نمایندگی دارای حق رأی برخوردار نیست. در عوض، موکلین در این حوزه یک وکیل فاقد حق رای را برای مجلس نمایندگان ایالات متحده آمریکا انتخاب می‌کنند. برخلاف مقیمان قلمروهای آمریکا، که آن‌ها هو وکلای فاقد حق رأی برای کنگره انتخاب می‌کنند، ساکنین دی سی مالیات فدرال بر درآمد می‌پردازند، که در نگاه بسیاری آن‌ها را مصداق «نفی مالیات بدون نمایندگی» می‌کند.
النور هولمز نورتن از حزب دموکرات هم‌اکنون وکالت این حوزه را بر عهده دارد.